# NGC 1260
NGC 1260 je galaksija u zviježđu Perzej.

## Vanjske poveznice
- SEDS: NGC 1260